# Yangchang (köping i Kina, Guizhou)
Yangchang (kinesiska: 阳长, 阳长镇) är en köping i Kina. Den ligger i provinsen Guizhou, i den sydvästra delen av landet, omkring 140 kilometer väster om provinshuvudstaden Guiyang. Antalet invånare är 47361. Befolkningen består av 22 911 kvinnor och 24 450 män. Barn under 15 år utgör 31 %, vuxna 15-64 år 62 %, och äldre över 65 år 5,0 %.